# Таллинна Садам
«Та́ллинна Са́дам» (эст. Tallinna Sadam — Порт Таллина) — бывший эстонский футбольный клуб из Таллина. Двукратный обладатель Кубка Эстонии.

## История
Клуб был основан в 1991 году. В сезоне 1993/1994 «Таллинна Садам» дебютировал в высшей лиге Эстонии. В том сезоне он занял 5 место. В 1996 году команда выиграла Кубок Эстонии по футболу. В сезоне 1996/97 столичная команда заняла третье место в чемпионате страны, а также выиграла Кубок и Суперкубок Эстонии. В сезоне 1997/98 и 1998 столичные футболисты завоевывали серебряные медали чемпионата Эстонии. В 1999 году столичный клуб объединился с «Левадией» из Маарду.

## Достижения
- Обладатель Кубка Эстонии: 1995/96, 1996/97
- Обладатель Суперкубка Эстонии: 1996
- Финалист Суперкубка Эстонии: 1997